# Ary Cabrera Prates
Ary Cabrera Prates (9 de setiembre de 1931, departamento de Rivera - desaparecido desde el 5 de abril de 1976) fue un militante sindical y político uruguayo, detenido desaparecido durante la dictadura cívico-militar uruguaya.

## Biografía

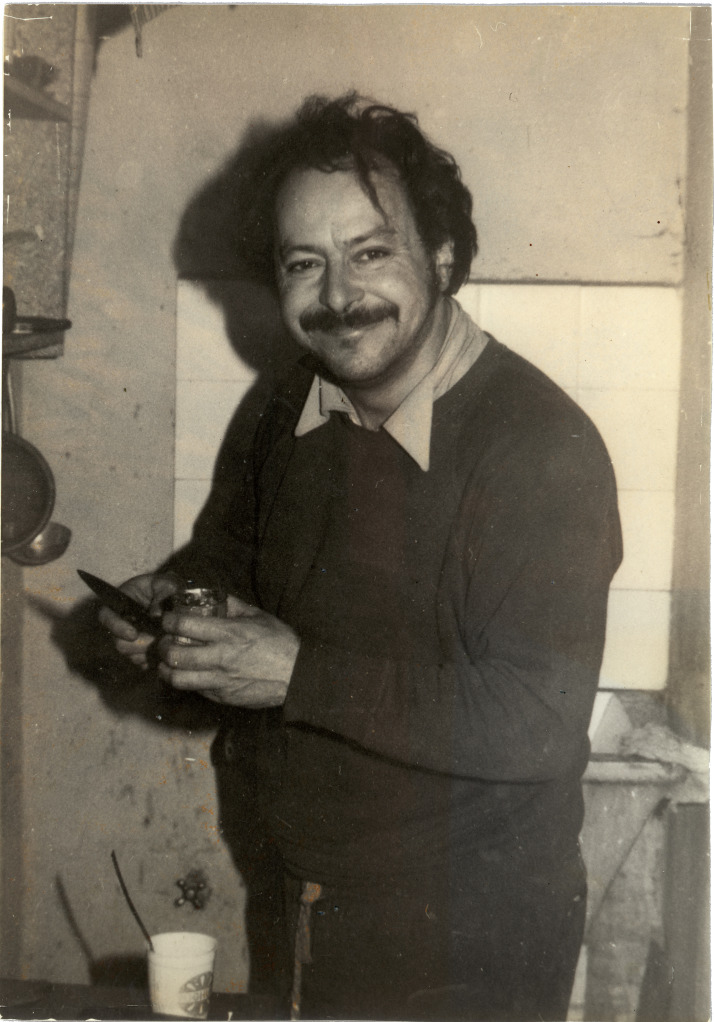
Fotografía de Ary Cabrera Prates

Nació el 9 de setiembre de 1931 en el departamento de Rivera, al norte de Uruguay. Luego se trasladó a Montevideo, donde contrajo matrimonio con Gladys Esteve, de quien se divorció en 1974. Tuvo dos hijas, Selva Cabrera Esteve y Adriana Cabrera Esteve. Su segunda pareja fue Asilú Maceiro, quien también fue detenida en 1976. 
Trabajó en el Banco do Brasil e integró la Asociación de Empleados Bancarios del Uruguay. Fue varias veces encarcelado por su militancia sindical durante las huelgas bancarias de 1968 y 1969, en las que los empleados bancarios resistieron la militarización decretada por el gobierno uruguayo de la época amparándose en las Medidas Prontas de Seguridad. Posteriormente integró la Federación Anarquista Uruguaya y en 1975 fue fundador del Partido por la Victoria del Pueblo en la ciudad de Buenos Aires.
Fue secuestrado durante un procedimiento conjunto entre las fuerzas armadas argentinas y uruguayas el 5 de abril de 1976 en su domicilio en H. de Almeyra 719, El Tropezón, Provincia de Buenos Aires. Los vecinos de la zona relatan que en la madrugada hubo un operativo en el que se produjo un tiroteo y fue herida una persona a la que sacaron a rastras de su casa. 
Su secuestro se enmarca en la dura represión que sufrieron las organizaciones políticas que se opusieron a la dictadura uruguaya, instaurada el 27 de junio de 1973 y que duró hasta el 1 de marzo de 1985. Tres testimonios lo mencionan como detenido por el Organismo Coordinador de Operaciones Antisubversivas (OCOA). Ricardo Gil declaró ante la Comisión Investigadora Parlamentaria Sobre Situación de Personas Desaparecidas y Hechos que la Motivaron, que funcionó entre el 8 abril y el 10 de noviembre de 1985: "(…) Mi Detención se produjo el 28 de marzo de 1976. En la primera semana de abril de ese mismo año, estando ya en el Regimiento N° 13 de Infantería, se me indicó que estaba allí detenido Ary Cabrera y se me aportaron elementos que señalaban que, efectivamente eso era así. Se me mostraron pertenencias de él, se me interrogó acerca de actividades comunes realizadas con él y se me hicieron preguntas sobre su salud, en particular sobre la afección cardíaca que padecía. A los pocos días se me manifestó que el problema cardíaco había puesto en riesgo su vida, en el marco de los interrogatorios. Las personas que me interrogaron a mí me dijeron que también lo habían interrogado a él en la Argentina. Me preguntaron, muy preocupados, sobre qué afección tenía al corazón, porque estaba padeciendo un problema serio de salud a raíz de los interrogatorios. Posteriormente pude confirmar no sólo que Cabrera había estado detenido sino que no apareció nunca más. Como dije, esto sucedió a principios de abril (...)".  Asilú Maceiro afirmó ante la misma comisión: "(…) Por los comentarios que ellos [los militares que operaban en Automotores Orletti] hacen refiriéndose a determinada persona, creo identificar a Ary Cabrera Prates, que era mi compañero. Pregunté por él. En primera instancia me dijeron que lo tenían en Campo de Mayo, pero cuando en otro momento volví a preguntar por él, me contestaron con una frase que ellos usaban mucho: 'está tocando el arpa con San Pedro', para indicar que estaba muerto (...)". Eduardo Dean también afirma haber escuchado comentarios sobre él en el mismo lugar. Su caso fue investigado en el marco de la Investigación Histórica y Arqueológica sobre Detenidos Desaparecidos realizada por Presidencia de la República del Uruguay y la Universidad de la República.

## Causas judiciales
La denuncia sobre su desaparición fue presentada ante organismos nacionales, internacionales, ante la justicia uruguaya y la justicia argentina. Como responsables de su desaparición fueron condenados por la justicia uruguaya en la mega Causa Segundo Vuelo los criminales de lesa humanidad José Nino Gavazzo Pereira, José Ricardo Arab Fernández, Jorge Alberto Silveira Quesada, Ernesto Avelino Ramas Pereira, Ricardo José Medina Blanco, Gilberto Valentín Vázquez Bisio, Luis Alfredo Maurente y José Felipe Sande Lima, y por la justicia argentina, Manuel Cordero en la Causa Plan Cóndor. 